# Pecka (Chorwacja)
Pecka – wieś w Chorwacji, w żupanii sisacko-moslawińskiej, w gminie Topusko. W 2011 roku liczyła 27 mieszkańców.